# Racomitrium lanuginosum
Espèce
Racomitrium lanuginosum est une espèce de mousses de la famille des Grimmiaceae, communément appelé Racomitrium laineux.